# Мохе
Мохе са древен тунгуски народ, живял в Манджурия.
Те са често споменавани в корейски източници от I-II век, когато царствата Пекче и Сила водят постоянни войни с тях. По-късно са подчинени от корейската държава Бохай. Мохе се смятат за предшественици на по-късната народност джурчени, от които произлизат днешните манджури.